# مولاتو تيشومي
مولاتو تشومي ورتو (بأمهرية:ሙላቱ ተሾመ) ولد عام 1955 أو 1956 وهو رئيس إثيوبيا منذ 7 أكتوبر 2013 وحتى 25 أكتوبر 2018.

## سيرته
ولد مولاتو في مدينة أرجو في مقاطعة ويليقا. تلقى تعليمه في الصين، تحصل على درجة البكالوريوس في الفلسفة من الاقتصاد السياسي والدكتوراه في القانون الدولي في جامعة بكين. حصل على درجة الماجستير في القانون الدبلوماسية من كلية فليتشر للحقوق والدبلوماسية بجامعة تافتس في عام 1990. وقد درس في بعض «الجامعات والمؤسسات الأجنبية»، وفقًا للمتحدث باسم ابادولا جمدا.
في منتصف تسعينات القرن الماضي كان نائب وزير التنمية الاقتصادية والتعاون التابع للوزير جيرما بيرو، وعين كوزيرًا للزراعة في عام 2001. وكان أيضًا رئيسًا لمجلس الاتحاد من عام 2002 إلى عام 2005. شغل منصب سفير إثيوبيا في الصين، اليابان، تركيا، أذربيجان.
أثناء عمله كسفير لتركيا، تم انتخابه رئيسا لإثيوبيا من خلال تصويت برلماني بالإجماع  في 7 أكتوبر 2013. ورحب جيرما سيفو من حزب الوحدة من أجل الديمقراطية والعدالة، العضو الوحيد في البرلمان المعارض، بانتخابه. مثل أسلافه جيرما ولد جيورجيس ونيغاسو غيدادا، فهو أورومو .
لديه ولد واحد